# Wingate (Nouvelle-Zélande)
Wingate est une banlieue non officielle du nord-est de la cité de Lower Hutt, située au sud de l'Île du Nord de la Nouvelle-Zélande).

## Situation
Elle s’étale dans le voisinage de la gare de Wingate Railway Station (en).
Officiellement, le secteur est composé d’une partie des banlieues de Taita au nord, de la ville d’Avalon à l’ouest et de celle de  Naenae au sud avec la banlieue de Pomare, qui la limite au nord-est et la ville de Stokes Valley à l’est.